# Xohol
Xohol är en mexikansk dessert gjord på majsdeg, kanel och kokos och sötad med rå rörsocker. Det är en söt tamal från området kring Hidalgo som ofta är inslagen i papayablad.